# Grand-Failly
Grand-Failly é uma comuna francesa na região administrativa de Grande Leste, no departamento de Meurthe-et-Moselle. Estende-se por uma área de 21,87 km². Em 2010 a comuna tinha 355 habitantes (densidade: 16,2 hab./km²).